# ناتالی دو پاسکیه
ناتالی دو پاسکیه (به فرانسوی: Nathalie Du Pasquier)؛ (زادهٔ ۱۹۵۷ میلادی – درگذشتهٔ ۱ ژانویهٔ ۱۹۵۷ میلادی) یک هنرمند و طراح ساکن میلان است که بیشتر به خاطر کارش به عنوان یکی از اعضای مؤسس گروه ممفیس شناخته شده‌است. مجموعهٔ کارهای اولیهٔ او شامل مبلمان، منسوجات، طرح‌های لباس و جواهرات، علاوه بر کارهای نمادین در دکوراسیون و الگوها است. از سال ۱۹۸۷ میلادی، او پیوسته خود را وقف نقاشی کرده بود.

## اوایل زندگی
دو پاسکویه در سال ۱۹۵۷ میلادی در بوردو، فرانسه به دنیا آمد. او از والدین خود تأثیر گرفت. مادرش یک مورخ هنر بود که به دو پاسکویه درک هنر کلاسیک و تقدیر از آن را آموخت. از سال ۱۹۷۵ تا ۱۹۷۷ میلادی، او از طریق گابن و غرب آفریقا سفر کرد و در سال ۱۹۷۹ میلادی به میلان نقل مکان کرد. دو پاسکویه از هنر و موسیقی آفریقایی تأثیر گرفت.

## حرفه

### گروه ممفیس

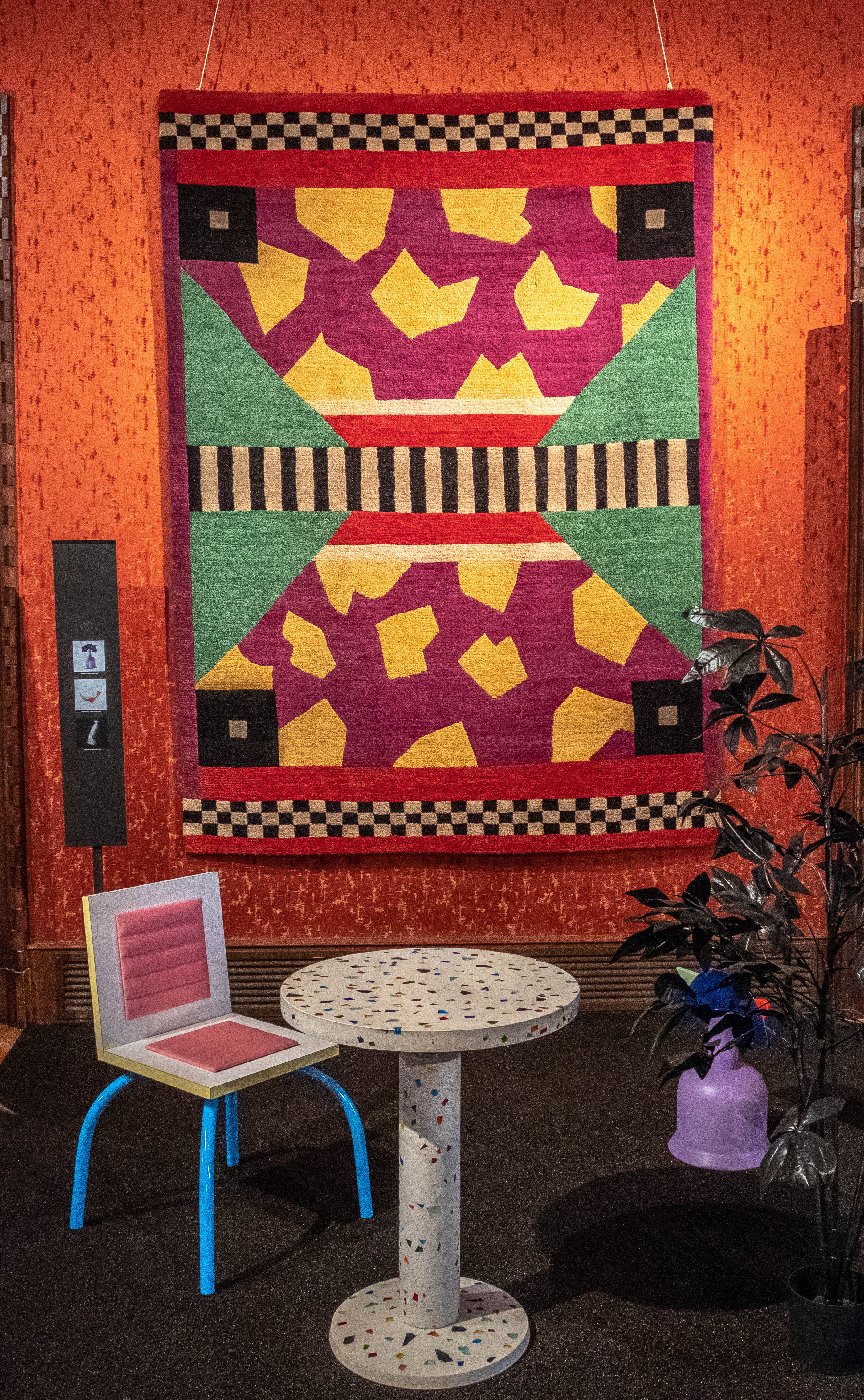
فرش توسط: ناتالی دو پاسکیه، ۱۹۸۵ میلادی

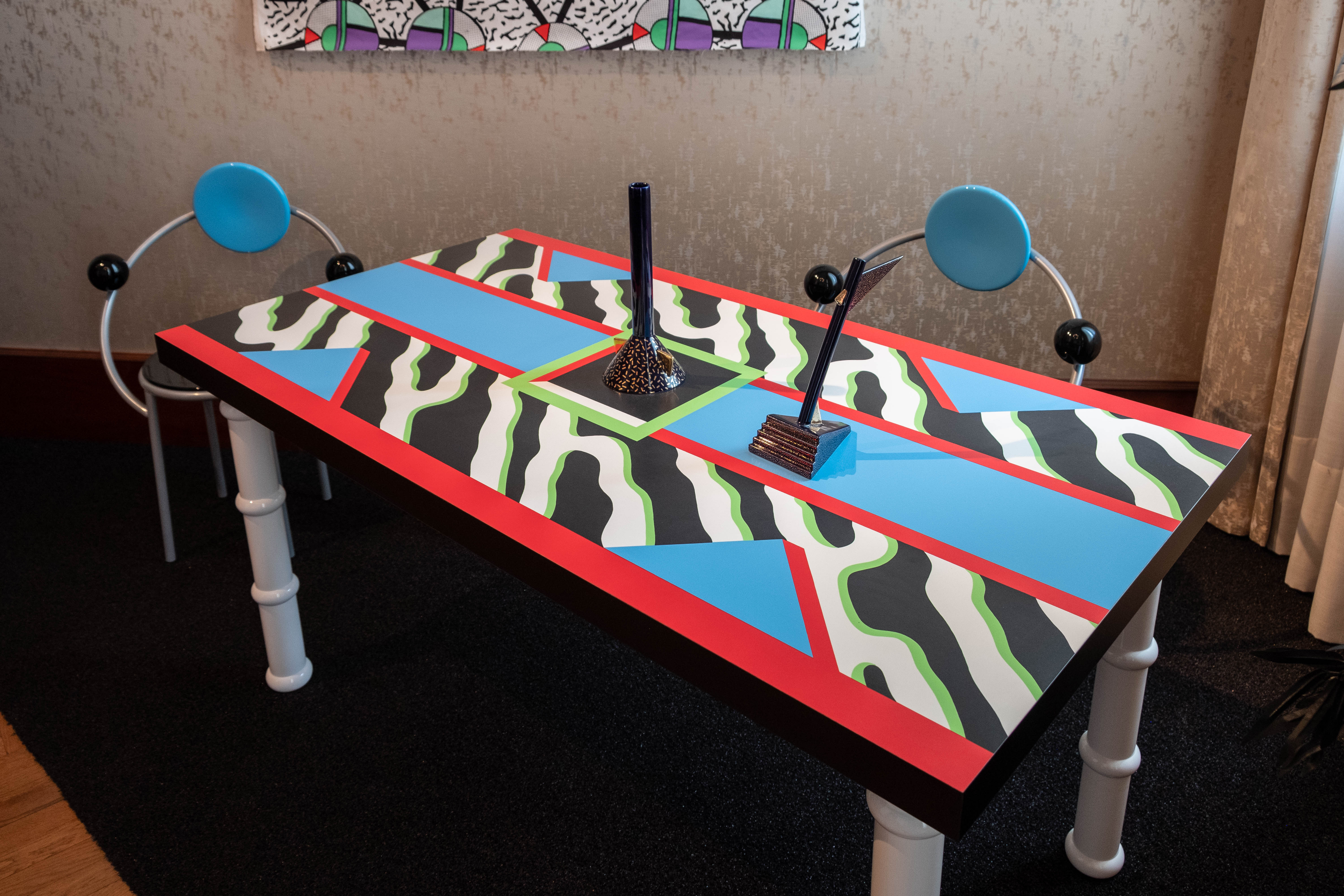
میز پست-مدرن ناتالی دو پاسکیه، ۱۹۸۶ میلادی

در میلان، او با جورج سودنِ طراح ملاقات کرد و در سال ۱۹۸۱ میلادی، توسط طراح و معمار اتوره سوتساس از او و سودن خواسته شد تا دو نفر از بنیانگذاران گروه ممفیس شوند. دو پاسکیه، جوانترین عضو گروه ممفیس، منسوجات و وسایل مبلمان را طراحی کرد. این گروه به دلیل ساخت کار تحت شعار «فرم به دنبال سرگرمی» معروف بود. پس از فروپاشی گروه ممفیس، دو پاسکیه تمرکز خود را به کار روی حرفهٔ انفرادی خود به عنوان نقاش و مجسمه‌ساز تغییر داد.

### نقاشی
در سال ۱۹۸۵ میلادی، دو پاسکویه نقاشی را آغاز کرد و تا سال ۱۹۸۷ میلادی به رسانهٔ اصلی او تبدیل شد. او توسط گالری پیس در سطح بین‌المللی و گالری گرتا میرت در بروکسل نمایندگی می‌شود. آثار او موضوع چندین نمایشگاه نظرسنجی بوده‌است. در سال ۲۰۱۵ میلادی، ناتالی دو پاسکویه یک نمایشگاه انفرادی با عنوان «بازی بزرگ» در برلین، آلمان افتتاح کرد. این نمایشگاه شامل ۳۵ سال از آثار هنری او بود که به سال ۱۹۸۰ میلادی برمی‌گردد. مؤسسه هنرهای معاصر در دانشگاه پنسیلوانیا در سال ۲۰۱۶ میلادی نمایشگاهی را با عنوان «اشیاء بزرگ همیشه ساکت نیستند» افتتاح کرد که شامل سال‌ها طراحی‌های انتزاعی، مجسمه‌ها و نقاشی‌های فیگوراتیو بود. دو پاسکویه در کاخ توکیو در پاریس، در نمایشگاه گروهی ۲۰۱۹ میلادی «آینده، سابق، فراری» به نمایش گذاشته شد.

### آثار طراحی انفرادی
دو پاسکویه به طراحی منسوجات، از جمله الگوهای لباس‌های تولید شده توسط آمریکن اپارل از سال ۲۰۱۴ میلادی و پتو و دیگر ملافه‌ها، با همسرش جورج سودن، برای زیگ زاگ زوریخ در سال ۲۰۱۵ میلادی ادامه داد.
نمایشگاه بعدی او در مودنا، ایتالیا، شامل هفت مجسمه از دو پاسکویه بود. مکانی با عنوان «بریک» توسط دفتر مرکزی برند سرامیک موتینا در اکتبر ۲۰۱۹ میلادی راه‌اندازی شد. این مکان آجرهای رنگی و بافتی را نشان می‌دهد که دوگانگی هنر و معماری او را نشان می‌دهد. هدف نمایشگاه این بود که توسط بیننده تفسیر شود. این مجموعه به قدری موفقیت‌آمیز بود که ام‌یوتی مواد آجری را شبیه به دو پاسکویه برای فروش ایجاد کرد. محصول براک در پنج بافت موجود می‌باشد و می‌توان از آن برای ساخت دیوار استفاده کرد. بعداً دو پاسکویه در حرفهٔ خود، به طراحی لوکس و طراحی روسری‌های ابریشمی برای هرمس و لباس‌هایی برای ولنتینو روی آورد.

## سبک کار
طی چند دهه دو پاسکویه مجذوب تصویربرداری از اجسام دو و سه‌بعدی شد. او برای مدت طولانی نقاشی‌های طبیعت بی‌جان را با جابجایی اشیاء روزمره خلق کرد. بعدها او سازه‌های چوبی ساخت که اشیاء را با نگاهی واقعی به ابعاد و تقارن نشان می‌داد. آثار هنری دو پاسکویه از اشکال و رنگ‌های جسورانه تشکیل شده بود. نقاشی‌ها و چهره‌های او نشان‌دهندهٔ پیچشی در هنر انتزاعی بود. او طرفدار استفاده از گرافیک با تکنولوژی بالا در هنر خود نبود. بیشتر آثار او متعاقباً با مداد و کاغذ تکمیل می‌شد. دو پاسکویه می‌گفت که تلاش می‌کند «عناصری را کنار هم بگذارد که برای نقاشی کردن جالب هستند».
دو پاسکویه رابطهٔ بین کارهای اولیهٔ خود و کارهای بعدی را اینگونه توصیف می‌کند: «زنجیره‌ای از افکار که به دنبال یکدیگر می‌آیند. غیرممکن است که این دو را به هم مرتبط نکنم، حتی اگر در نقطه‌ای خاص تصمیم بگیرم نقاش شوم.»

## آثار و انتشارات
- «۱۰ تاپتی مدرنی = ۱۰ فرش مدرن»، ۱۹۸۶ میلادی، با جورج سودن.
- «سفر آرامش‌بخش»، ۱۹۹۳ میلادی.
- «ناتالی دو پاسکیه»، ۲۰۰۱ میلادی، با پیتر چری.
- «ناتالی دو پاسکیه: دومینو»، ۲۰۰۲ میلادی.
- «چینش چیزها: یک بلاغت جاگذاری اشیاء» (تصویرگر)، ۲۰۰۳ میلادی، با لئونارد کورن.
- «نقاشی‌های مربع»، ۲۰۱۱ میلادی.
- «۱/۱۶ دو پاسکویه»، ۲۰۱۱ میلادی.
- «خطر! گل!»، ۲۰۱۲ میلادی، با استیو پیکولو.
- «ناتالی دو پاسکیه: این نقاشی‌ها را جدی نگیرید»، ۲۰۱۵ میلادی، با عمر سوسا.